# Amphimenia neapolitana
Amphimenia neapolitana is een Solenogastressoort uit de familie van de Amphimeniidae. De wetenschappelijke naam van de soort is voor het eerst geldig gepubliceerd in 1889 door Thiele.